# نیومی (کشتی‌گیر)
ترینیتی لاشان فاتو (به انگلیسی: Trinity LaShawn Fatu؛ متولد ۳۰ نوامبر ۱۹۸۷) کشتی‌گیر حرفه‌ای و رقاص آمریکایی است. او در حال حاضر با دبلیودبلیوئی قرارداد داشته و در برند راو با نام نیومی (به انگلیسی: Naomi) فعالیت می‌کند و قهرمان کنونی عنوان قهرمانی جهانی زنان برای سومین بار است.
فاتو در اوت ۲۰۰۹ با دبلیودبلیوئی قرارداد امضا کرد. او در ابتدا به برند آموزشی وقت این شرکت یعنی اف‌سی‌دبلیو منتقل شد و قهرمان پیشین عنوان دیواز اف‌سی‌دبلیو بود. در اوت ۲۰۱۰، او در فصل سوم شوی ان‌اکس‌تی رقابت کرد و در جایگاه دوم قرار گرفت. سپس در ژانویه ۲۰۱۲ نخستین حضور خود را در برندهای اصلی در کنار کامرون به عنوان رقاص‌های برادوس کلی تجربه کرد. از سال ۲۰۱۴ تا ۲۰۱۵، او منیجر د اوسوز (جیمی اوسو و جی اوسو) بود. نیومی به صورت انفرادی نیز سه بار عنوان قهرمانی زنان اسمک‌داون را به دست آورد. او به همراه ساشا بنکس، عناوین قهرمانی تگ تیم زنان دبلیودبلیوئی را در سال ۲۰۲۲ به دست آوردند؛ اما یک ماه بعد، به دلیل اختلاف نظر با مدیران دبلیودبلیوئی، در حالی که قهرمان بودند از شرکت جدا شدند و دبلیودبلیوئی هر دوی آنها را تعلیق کرد. در سال ۲۰۲۳ و پس از پایان قرارداد فاتو با دبلیودبلیوئی، او به تی‌ان‌ای پیوست و قهرمان سابق کمربند قهرمانی جهانی زنان این شرکت شد. او در ژانویه ۲۰۲۴ و در جریان رویداد رویال رامبل به دبلیودبلیوئی بازگشت.
نیومی جدای از کشتی حرفه‌ای، رقاص تیم بسکتبال اورلندو مجیک بوده و هم‌چنین به عنوان رپر در کنار فلو رایدا فعالیت داشت. او از سال ۲۰۱۳ تا ۲۰۱۹ به عنوان یکی از بازیگران اصلی ریالیتی‌شو توتال دیواز که محصول شبکه دبلیودبلیوئی بود شرکت داشت و در فیلم تفنگدار دریایی ۵: میدان جنگ محصول سال ۲۰۱۷ بازی کرده است.

## زندگی و تحصیلات
متولد ترینیتی لاشان فاتو شد سنفورد (فلوریدا),او قبل از شروع کار خود از دبیرستان اویدو فارغ التحصیل شد,اورلندو مجیک,
او همچنین یک رقصنده پشتی را برا فلو رایدا بازی کرد. پدر او ، شان ماکایی ، گیتاریست که آهنگ فوتو را در حلقه در سامر اسلم (۲۰۲۵) می خواند.

## راهپیمایی کشتی حرفه

### مناطق توسعه (۲۰۰۹-۲۰۰۱)
در آگوست ۲۰۰۹ ، ماكارى با دبلیودبلیوئی قرارداد امضا کرد ، جایی که وی گزارش داد  منطقه توسعه آنها در آن زمان کشتی قهرمانی فلوریدا (FCW), در ۲۰ ژوئن ۲۰۱۰، نائومی سرنا شکست خورد,سرنا دیب در تلویزیون FCW برای تبدیل شدن به اولین قهرمان FCW Diva در قسمت ۲۹ اوت از تلویزیون FCW ، نائومی در مسابقه ای مقابل AJ Lee ، جایی که هر دو ملکه بودند ، به رقابت پرداخت.

## پیوندبه بیرون
- نیومی در بانک اطلاعات اینترنتی فیلم‌ها (IMDb)

1. ↑  در دو دوره قهرمانی اول نیومی، نام این عنوان «قهرمانی زنان اسمک‌داون» و در دوره سوم، «قهرمانی جهانی زنان» بود.